# Szlavón tölgy
A szlavón tölgy (Quercus robur slavonica) a  kocsányos tölgy (Quercus robur, Quercus pedunculata) egyik, Magyarországon is élő alfaja.

## Előfordulása
Szlavónia területén a péterváradi erdőnél a tengeri és határi ezredek 1755-ben létrehozták az első "erdőrendeletet", amely kimondja, hogy az erdők felett az erdészek gondoskodnak, és Szlavónia krainai katonai parancsnoksága. Ez a rendelet sok rendelkezést tartalmazott az erdők faállományával és kizsákmányolásával kapcsolatban, melyet később Mária Terézia 1769-ben betiltatott.
Mivel Szlavónia évszázadokon át az Osztrák-Magyar Monarchia része volt, az Oszmán Birodalom előtt és után az egyik legrégebbi írásos feljegyzés, ami a szlavóniai és horvátországi erdőkről szól, a magyar jogász Werbőczy "Tripartitum opus iuris consuetudinarii inclyti regni Hungariae" című feljegyzése 1514-ből, amely tiltja a fakitermelést és a szarvasmarhák legeltetését az erdőkben. A tilalom ellenére azonban nem minden történelmi időszakban tartották be az előírásokat, a szlavónok a tölgy gyümölcsét, a makkot sertések etetésére használták, ill. fontos üzemanyag és fűrészáru volt. Jobb időszakokban az emberek a sertéseket az erdőkbe vitték makkot enni, hogy hizlalják őket.
A spacvai erdő a rijekai Száva és Bot között helyezkedik el. A legnagyobb tölgyes erdő Horvátországban, európai viszonylatban pedig a legnagyobb összefüggő tölgyerdő. 40.000 hektár, azaz körülbelül 400 négyzetkilométer a területe. Egész Posavina megye gazdaságát javítja. 
A kocsányos tölgy (Quercus robur) az egyik legértékesebbike a közel 200 fajta tölgynek. Európában máshol is előfordul, többek között a Kaukázusban és Kis-Ázsiában. Horvátországban az ártereken, a Száva és a Dráva folyók mentén elterjedt, hiszen kedveli a magas talajvízszintet. Akár 40 méterre is meg tud nőni, 800 évig is elélhet. Már kevés régi fa él Szlavónia régióiban, köszönhetően a viharos történelemnek, a háborúknak, azoknak a mestereknek, akik nem tették lehetővé, hogy ezek a nemes fák megélhessék a matuzsálemi kort. A legrégebbi tölgy szép terebélyes koronájával Županja területén található, mintegy 200 éves, 1976-óta védett a mérete és az esztétikai értéke miatt.
Szlavónia tölgyesekkel borított volt. Az építőiparban a hajók alapanyagaként még ma is a tölgyet használják, de egyben kitűnő hordó alapanyag is. Ma a tölgyfa hordók, a rozsdamentes acél korában még mindig a pincék különleges értékei.
A legértékesebb tölgy rönkök hasznosításra kerültek a 19. század végéig az európai (francia, angol stb.) malmokban. A finomság, az évgyűrűk rendezettsége, a könnyű formázhatóság, az egyenlő vastagság, arany színe és tartóssága adta a régi tölgyfeldolgozás nemzetközi technológiai színvonalának nevét Szlavóniában. A kocsányos tölgy egyfajta erdei jelképe Szlavóniának, levelei az ötcentes érméket díszítik.
A tölgyfát Európa szerte felhasználták a templomtetőkhöz, az ajtókhoz, az ablakokhoz. Budapesten például a magyar Parlament neogótikus épülete, a Népművészeti Múzeum ajtajai, ablakai tölgyfából épültek. Bécsben számos intézmény (neogótikus új csarnok, paloták, egyéb épületek) fa berendezései szlavóniai tölgyfákból készültek.